# Rotundabaloghia woelkei
Rotundabaloghia woelkei – gatunek roztocza z kohorty żukowców i rodziny Rotundabaloghiidae.
Gatunek ten został opisany w 1981 roku przez Wernera Hirschmanna.
Roztocz ten cechuje się tarczką brzuszną pozbawioną ornamentacji. Tarczka genitalna u samicy węższa niż u R. traseri. Tarczka piersiowa u samca są gładka. Szczeciny wentralne na tarczce brzusznej pary drugiej, szóstej, siódmej i ósmej oraz szczeciny adanalne są długie. Krawędzie tych siódmej i ósmej paty gładkie. Dziewiąta para szczecin wentralnych nie występuje.
Gatunek znany z Brazylii.